# Віденський басейн

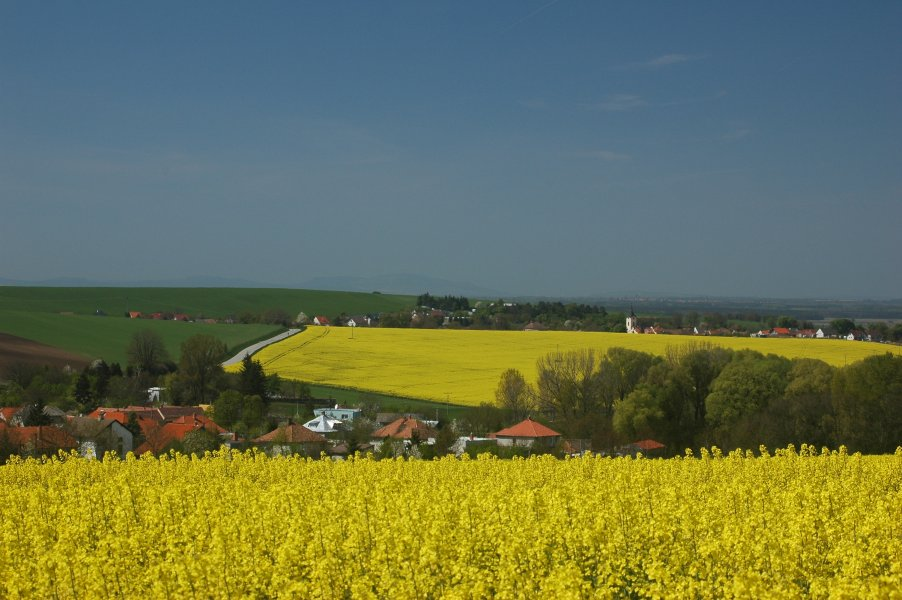
Хвойницька височина у Словаччині

Віденський басейн (нім. Wiener Becken, словац. Viedenská kotlina, чеськ. Vídeňská pánev) — осадовий басейн між Альпами і Карпатами, є субпровінцією Середньодунайської низовини. Знаходиться в Австрії (Нижня Австрія і Бургенланд), Чехії (Південна Моравія) і Словаччині (Загор'є).
Містить:
- Віденський басейн у вузькому сенсі (чеська частина має назву Нижньоморавська низовина, словацька — Борська низовина).
- Лейтські гори
- Мархфельд (Моравське поле)
- Хвойницька височина

Борська низовина разом з Хвойницькою височиною має назву Загорська низовина.